# Фенлон, Пэт
Патрик Фенлон (англ. Patrick Fenlon; 15 марта 1969, Дублин, Ирландия), более известный как Пэт Фенлон — ирландский футболист и тренер. Воспитанник «Челси», бывший игрок «Сент-Патрикс Атлетик», «Богемиана», «Линфилда», «Шемрок Роверс» и «Шелбурна». Так же на счету Пэта три игры за молодёжную сборную Ирландии и одна за вторую сборную Ирландии. В качестве тренера до «Хиберниана» тренировал такие клубы, как «Шелбурн», «Дерри Сити» и "Богемианс ", так же руководил сборной Ирландии (до 23 лет).

## Карьера футболиста
Родился будущий футболист в Дублине в 1969 году. В 1984 году попал в академию лондонского «Челси», где постигал футбольные азы до 1987 года. Но так и не сумев попасть в основной состав английской команды, в возрасте 23 лет подписал контракт к ирландским клубом «Сент-Патрикс Атлетик». Со своим новым клубо Пэт стал чемпионом Ирландии в сезоне 1989/90. Спустя год Фенлон подписал контракт с другим ирландским клубом — «Богемианом». Со своим новым клубом Пэт стал обладателем Кубка Ирландии 1992 года, а также в том же году признан Игроком Года по версии Ирландской Федерации Футбола.
В 1994 году перешёл в «Линфилд», став первым католиком в составе протестантского клуба из Белфаста. А Северной Ирландии Фенлон дважды выигрывал Кубок страны, а также становился чемпионом Северной Ирландии. В 1996 году он вернулся в Ирландию, став игроком «Шемрок Роверс». Но уже спустя год перешёл в «Шельбурн», став одним первых футболистов сыгравшим за 4 сильнейшие команды Дублина. С «Шельбурном» Фенлон дважды становился чемпионом Ирландии и единожды обладателем Кубка Ирландии. Тогда же он снова был признан игроком года в Ирландии.

## Карьера Тренера
Тренерскую карьеру начал в 2002 году в качестве играющего тренера своего тогдашнего клуба Шельбурна. Под его руководством клуба сходу стал вице-чемпионом страны. Сразу после этого, в 2003 году, Фенлон окончательно повесил бутсы на гвоздь. После этого он ещё дважды привёл свою команду к золотым медалям, в 2003 и 2004 годах. Тогда же он становится первым тренером, выведшим ирландским клуб в третий квалификационный раунд Лиги Чемпионов . Последнее золото Пэт с «Шелбурном» выиграл в 2006 году, после чего возглавил североирландский «Дерри Сити».
В 2007 году он становится «Человеком Года» по мнению ирландских спортивных журналистов. Но добиться успеха с «Дерри» Пэту не удаётся и он снова возвращается в Ирландию, став главным тренером «Богемиана» . Тут он устанавливает рекорд лиги, став чемпионом страны с 19 очковым отрывом в 2008 году, в том же году его команда выигрывает и Кубок Ирландии. В следующем году ему удаётся повторить успех. В 2010 году его пытается нанять шотландский «Данди Юнайтед», но сумма компенсации не устроила «Богемиан». Тем не менее спустя год Фенлон возглавляет другой шотландский клуб — «Хиберниан», придя в команду в ходе борьбы клубом за прописку в Премьер-Лиге. В итоге, проведя ряд кадровых реформ в клубе, в виде приглашения новых игроков, Пэт в решающем матчи громит «Данфермлин» 4-0 и позволяет команде сохранить место в элите шотландского футбола. Так же с ним клуб выходит в финал Кубка Шотландии, где терпит поражение от принципиального соперника «Харт оф Мидлотиана» 1-5. В Шотландии Пэт успел отметиться дисквалификацией за неприличный жест в финале кубка.

## Награды

### Игрок
Сент-Патрикс Атлетик
- Чемпионат Ирландии: 1989/90

 Богемианс
- Кубок Ирландии: 1991/92

 Линфилд
- Чемпионат Северной Ирландии: 1993/94
- Кубок Северной Ирландии (2): 1993/94, 1994/95

 Шельбурн
- Чемпионат Ирландии (2): 1999/00, 2001/02
- Кубок Ирландии: 1999/00

### Тренер
Шельбурн
- Чемпионат Ирландии (3): 2004, 2004, 2006

 Богемианс
- Чемпионат Ирландии (2): 2008, 2009
- Кубок Ирландии: 2008

 Хиберниан
- Финал Кубка Шотландии: 2012

### Индивидуальные
- Игрок Года в Ирландии (2): 1992, 2000
- Человек года в ирландском спорте: 2007